# Andrena haemorrhoa
Espèce
Synonymes
- Andrena albicans auct.[2]

Statut de conservation UICN

 LC  : Préoccupation mineure
Andrena haemorrhoa est une espèce d'abeilles de la famille des Andrenidae. Elle est présente en Europe, en Asie et dans le nord de l'Afrique.